# Andalatanosy
Andalatanosy est une commune rurale malgache située dans la partie centre de la région d'Androy.

### Articles connexes

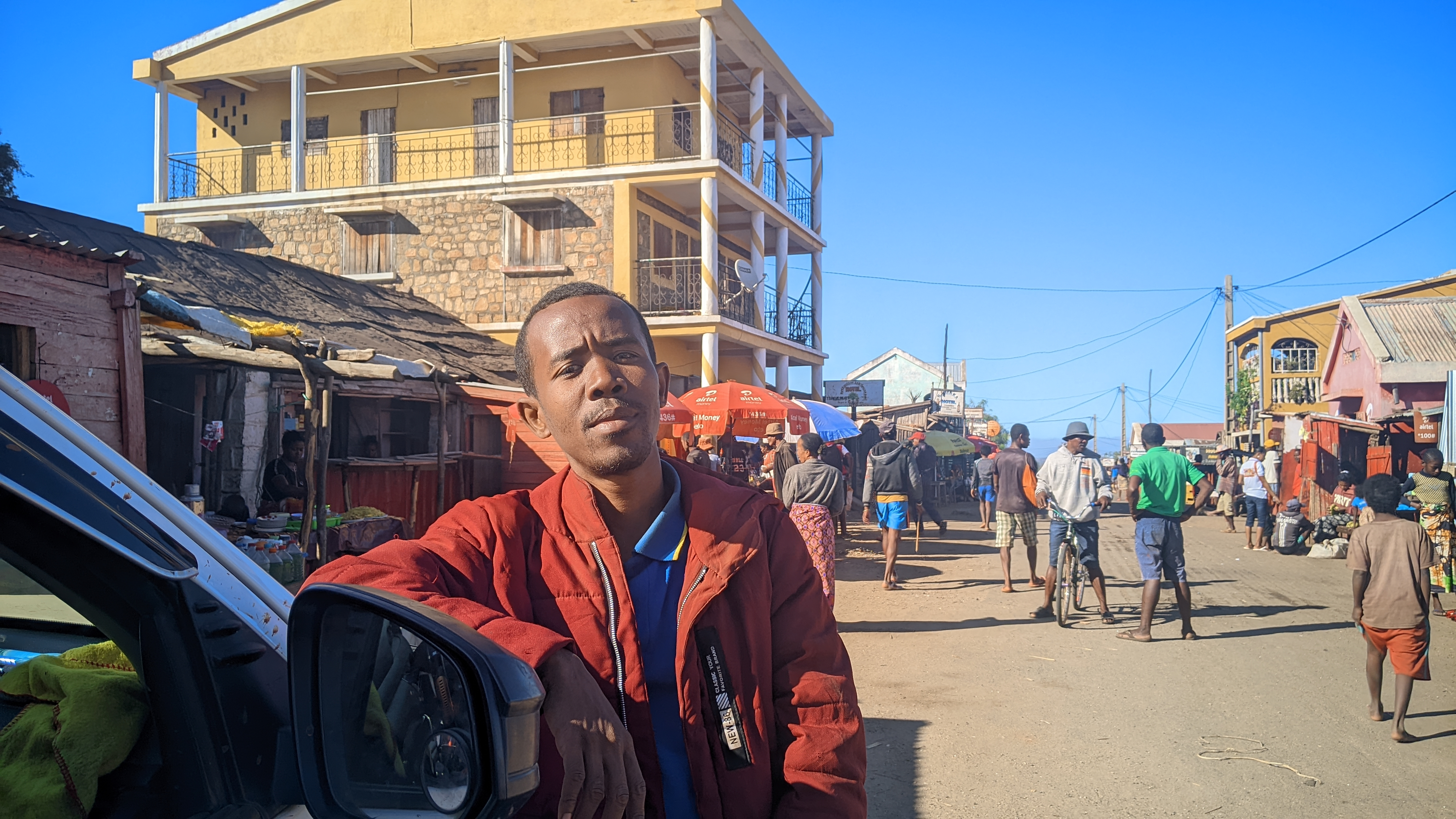
ANDALATANOSY